# 北野川 (川崎市)
北野川（きたのがわ）は、神奈川県川崎市高津区の地名。丁目の設定がない単独町名である。住居表示実施済区域。

## 地理
高津区の南部、野川 (川崎市)の区域にあり、北・東・南に千年 、西に宮前区野川本町と接している。

## 歴史

### 沿革
以前の歴史は、野川 (川崎市)#歴史を参照。
- 2018年（平成30年）11月5日 - 野川の一部を分離し、北野川を新設[5][6]。

## 世帯数と人口
2025年（令和7年）6月30日現在（川崎市発表）の世帯数と人口は以下の通りである。
| 町丁   | 世帯数  | 人口  |
| ------ | ------- | ----- |
| 北野川 | 187世帯 | 387人 |

### 人口の変遷
国勢調査による人口の推移。
| 年                | 人口 |
| ----------------- | ---- |
| 2020年（令和2年） | 380  |

### 世帯数の変遷
国勢調査による世帯数の推移。
| 年                | 世帯数 |
| ----------------- | ------ |
| 2020年（令和2年） | 162    |

## 学区
市立小・中学校に通う場合、学区は以下の通りとなる（2024年3月時点）。
| 番・番地等 | 小学校             | 中学校             |
| ---------- | ------------------ | ------------------ |
| 全域       | 川崎市立野川小学校 | 川崎市立野川中学校 |

## 事業所
2021年（令和3年）現在の経済センサス調査による事業所数と従業員数は以下の通りである。
| 町丁   | 事業所数 | 従業員数 |
| ------ | -------- | -------- |
| 北野川 | 6事業所  | 22人     |

## 施設
- たちばなふれあいの森

## その他

### 日本郵便
- 郵便番号 : 213-0028[3]（集配局 : 高津郵便局[11]）

### 警察
町内の警察の管轄区域は以下の通りである。
| 町丁   | 番・番地等 | 警察署     | 交番・駐在所 |
| ------ | ---------- | ---------- | ------------ |
| 北野川 | 全域       | 高津警察署 | 千年交番     |